# Spreading the Disease
Spreading the Disease —en español: Esparciendo la enfermedad— es el segundo álbum de estudio de la banda estadounidense de thrash metal Anthrax, y el primero con el vocalista Joey Belladonna y el bajista Frank Bello. El álbum salió a la venta en octubre de 1985 a través del sello discográfico Island Records. Fue producido por la banda y Carl Canedy.

## Lista de canciones
1. "A.I.R." (Anthrax) – 5:45
2. "Lone Justice" (Anthrax) – 4:36
3. "Madhouse" (Anthrax) – 4:19
4. "S.S.C./Stand or Fall" (Anthrax) – 4:08
5. "The Enemy" (Anthrax) – 5:25
6. "Aftershock" (Anthrax) – 4:28
7. "Armed and Dangerous" (Anthrax, Neil Turbin, Danny Lilker) – 5:43
8. "Medusa" (Anthrax Jon Zazula)  – 4:44
9. "Gung-Ho" (Anthrax, Turbin, Lilker) – 4:34

## Sencillos
- "Madhouse"

## Músicos
- Joey Belladonna - voz
- Dan Spitz – guitarra líder
- Scott Ian – guitarra rítmica
- Frank Bello – bajo
- Charlie Benante – batería